# 圣母往见修道院
圣母往见修道院(monastères de la Visitation) 是两个宗教机构，分别成立于1610年和1636年，仍然在运作，位于法国奥弗涅-罗讷-阿尔卑斯大区上萨瓦省的省会阿讷西。第一修道院被称为城外往见，在瑟姆諾山北坡，并对应于目前的往见大道.第二修道院位于普罗维登斯街.

## 第一修道院
1610年6月6日,聖方濟各·沙雷氏和聖方濟加·尚達爾 à 阿讷西建立聖母訪親女修會,1611年6月6日第一批修女发愿。蜂拥而至的修女们在尼科林的湖边定居，成为该會的第一个修道院，1617年聖方濟各·沙雷氏奉献了一座教堂.1645年左右重建。1793年3月，修道院被法国大革命解散，教堂被改造成工厂。新修道院建于1824年，教堂于1826年完工。1923年恢复礼拜，2003年恢复。
圣母往见圣殿建于 1909 年至 1930 年

## 第二修道院
1630年代初，聖方濟加·尚達爾决定在安纳西建造第二座修道院，工程委托给尼古拉斯·贝塔兹, 于1634年开始，从1636年开始，新修道院就定居在那里。.在法国大革命期间,修女被驱逐，但修道院被保存下来，今天仍然是一座宗教建筑。1833年，圣若瑟夫修女会成立，使用这些建筑。从这里，它蔓延到印度(1849), 英国 (1864), 瑞士(1878).阿尔及利亚 (1957),塞内加尔(1960), 坦桑尼亚(2004),刚果(2012)和肯尼亚 2013